# نيو كوك
كان اسم نيو كوك (بالإنجليزية: New Coke)‏ الاسم غير الرسمي لإعادة تركيب كوكا كولا التي أعلنت عنها شركة كوكا كولا في أبريل عام 1985. أعيدت تسميتها كوك II في عام 1992.
بحلول عام 1985، فقدت كوكا كولا حصتها من السوق لصالح المشروبات الغازية الخاصة بالحمية والمشروبات الأخرى غير المكربنة (غير الكولا) لسنوات عديدة. تشير اختبارات الذوق الأعمى إلى أن المستهلكين يفضلون طعم الحلاوة الموجود في البيبسي كولا المنافسة للكوكا كولا، ولذلك أُعيد تركيب وصفة الكوكا كولا، ومع ذلك كان رد فعل الجمهور الأمريكي على هذا التغيير سلبيًا، واٌعتبِر «نيو كوك» فشلًا كبيرًا. أعادت الشركة طرح التركيب الأصلي لكوكا كولا في غضون ثلاثة أشهر، وغيرت العلامة التجارية لتصبح «كوكا كولا كلاسيك» ما أدى إلى زيادة كبيرة في المبيعات. قاد هذا إلى الاعتقاد أن تركيبة نيو كوك كانت حيلة تسويقية لتنشيط مبيعات كوكا كولا الأصلية (أورجينال)، الأمر الذي أنكرته الشركة.
أُوقِف تصنيع كوك II في يوليو 2002، وبقي الأمر مؤثرًا كحكاية تحذيرية ضد العبث بعلامة تجارية راسخة وناجحة. في مايو 2019، أُعلِن عن إعادة طرح تركيبة عام 1985 (التي تحمل اسم «نيو كوك») للترويج للموسم الثالث من مسلسل أشياء غريبة الذي تنتجه شركة نيتفليكس وتدور أحداثه في عام 1985.

## الخلفية
بعد الحرب العالمية الثانية، أخذت كوكا كولا %60 من حصة السوق، وانخفضت الحصة إلى أقل من %24 في عام 1983، ويرجع ذلك إلى المنافسة مع بيبسي كولا إلى حد كبير. بدأت شركة بيبسي كولا تتفوق في المبيعات في المتاجر؛ وحافظت شركة كوكا كولا على تفوقها فقط من خلال آلات بيع الصودا وأجهزة نوافير الصودا في مطاعم الوجبات السريعة والامتيازات والأماكن الرياضية حيث اشترت شركة كوكا كولا «حقوق السكب». ويعتقد محللو السوق أن جيل طفرة المواليد كانوا أكثر الناس شراءً لمنتجات المشروبات الغذائية الخاصة بالحمية (مشروبات الدايت) لأنهم تقدموا في العمر واعيين تجاه الحفاظ على الصحة والوزن.
زاد الطلب على المنتج كامل السعرات الحرارية من الشاربين الأصغر سنًا، والذين فضلوا البيبسي في ذلك الوقت بهوامش أكثر بكثير. في الوقت نفسه، انخفض السوق الإجمالي للكولا بثبات في بدايات ثمانينيات القرن العشرين، إذ اشترى المستهلكون المشروبات الغازية غير المكربنة (غير الكولا) والمشروبات الغازية الخاصة بالحمية بشكل متزايد، والتي بيع العديد منها من قِبل شركة كوكا كولا نفسها. أدى هذا التوجه إلى انخفاض أكبر في حصة كوكا كولا في السوق، وعندما أصبح روبيرتو غويزويتا الرئيس التنفيذي لشركة كوكا كولا في عام 1980، قال للموظفين بأنه لن تكون هناك «أبقار مقدسة» في كيفية قيام الشركة بأعمالها تجارية، بما في ذلك كيفية تركيب مشروباتها.

### «مشروع كانساس»
كُلف كبار المدراء التنفيذيين في شركة كوكا كولا بمشروع سري برئاسة نائب رئيس التسويق سيرجيو زيمان ورئيس فرع كوكا كولا في الولايات المتحدة الأمريكية براين دايسون لابتكار نكهات جديدة للكوك. سُمي هذا البحث بـ«مشروع كانساس»، وأخذ اسمه من صورة الصحفي وليام ألن وايت الذي يعود أصله إلى كانساس وهو يشرب الكوكا؛ استُخدمت الصورة على نطاق واسع في إعلانات كوكا كولا وعُلقت على جدران مكاتب العديد من المدراء التنفيذيين.
فازت الكولا الأكثر حلاوة بأغلبية ساحقة على كل من الكولا العادية والبيبسي في اختبارات التذوق والدراسات الاستقصائية الاحصائية ومجموعات التركيز. وردًا على السؤال فيما إذا كانوا سيشترون المنتج ويشربوه في حال كان هذا المنتج هو كوكا كولا، قال معظم المختبرين: إنهم سيشترونها، رغم أنهم سيحتاجون بعض الوقت ليعتادوا عليها. شعر نحو 10-12% من المختبرين بالغضب والغرابة من الفكرة، وقالوا إنهم قد يتوقفوا عن شرب الكوك جميعها. أدى وجودهم في مجموعات التركيز إلى انحراف النتائج بشكل سلبي لأنهم مارسوا ضغط الأقران بشكل غير مباشر على باقي المشاركين.
كانت الدراسات الاستقصائية التي أُعطتها إجراءات التسويق القياسية في تلك الحقبة أهمية أكبر، أقل سلبيةً من اختبارات التذوق، وكانت أساسية في إقناع الإدارة بتغيير تركيب المنتج في عام 1985، لتتزامن مع الذكرى المئوية للمشروب. لكن مجموعات التركيز قدمت فكرة عن التأثير الذي سيحدثه التغيير في السياق العام، وهذا عنصر من البيانات قللت الشركة من أهميته، لكنه أثبتت أهميتها في وقت لاحق.
رفضت الإدارة فكرة صنع نكهة جديدة وبيعها كمجموعة متنوعة منفصلة عن كوكا كولا، وكان مالئو زجاجات التعبئة في الشركة يشتكون مسبقًا من استيعاب الإضافات الأخرى الحديثة في خط الإنتاج منذ عام 1982. بعد إدخال الكوكا دايت إلى السوق؛ طُرح مشروب كوكا شيري (كوكا بطعم الكرز) على الصعيد الوطني بالتزامن تقريبًا مع إطلاق النيو كوك في عام 1985، وقد رفع العديد منهم دعوى قضائية بسبب سياسات تسعير الشراب الخاصة بالشركة.
أمكن أن يؤدي إطلاق أنواع جديدة من منتج الكوكا تنافس الصنف الرئيسي إلى حدوث مزاحمة ذاتية في مبيعات الكوكا وزيادة نسبة شاربي البيبسي مقارنةً بشاربي الكوكا.
في وقت مبكر من حياته المهنية مع كوكا كولا، كان غويزويتا مسؤولًا عن فرع الشركة البهامي، وبهذه الصلاحية حسّن المبيعات بتعديل نكهة المشروب قليلًا، ولذلك كان متقبّلًا لفكرة أن التغييرات في نكهات كوكا كولا يمكن أن تزيد الأرباح، وكان مؤمنًا أنه «إما سيكون هناك كوك جديدة أو لن تستمر على الإطلاق» وأن هذا التغيير يجب أن يحدث علنًا، وأصر أن تحمل عبوات المشروب الجديد علامة «نيو: جديد»، وهي التي أعطت الشروب اسمه الشعبي.
زار غويزويتا معلمه وسلفه في منصب الرئيس التنفيذي للشركة روبرت دبليو. ودروف الذي جعل الكوكا علامة تجارية دولية بعد الحرب العالمية الثانية، وادعى غويزويتا أنه حصل على مباركة ودروف لإعادة التركيب، لكن العديد من أصدقاء غويزويتا المقربين داخل الشركة شكوا بأن ودروف قد فهم نوايا غويزويتا.

## الإطلاق
أُطلق نيو كوك في 23 أبريل عام 1985، وانتهى إنتاج التركيب الأصلي في وقت لاحق من ذلك الأسبوع. في العديد من المناطق، طُرح نيو كوك في البداية بأسلوب التعليب الخاص بكوك «القديم»؛ استخدم مالئو زجاجات التعبئة العلب والكراتين والأغلفة المتبقية قبل أن يُتاح التغليف الجديد. عُرفت العلب القديمة التي تحوي النيو كوك بأغطيتها ذات اللون الذهبي، بينما كانت القوارير البلاستيكية والزجاجية تحمل أغطيةً حمراء بدلًا من الفضية والبيضاء على الترتيب. وُضعت ملصقات صفراء زاهية تشير إلى التغيير على حزمة العلب المتعددة.